# Col·legi de Montaigu

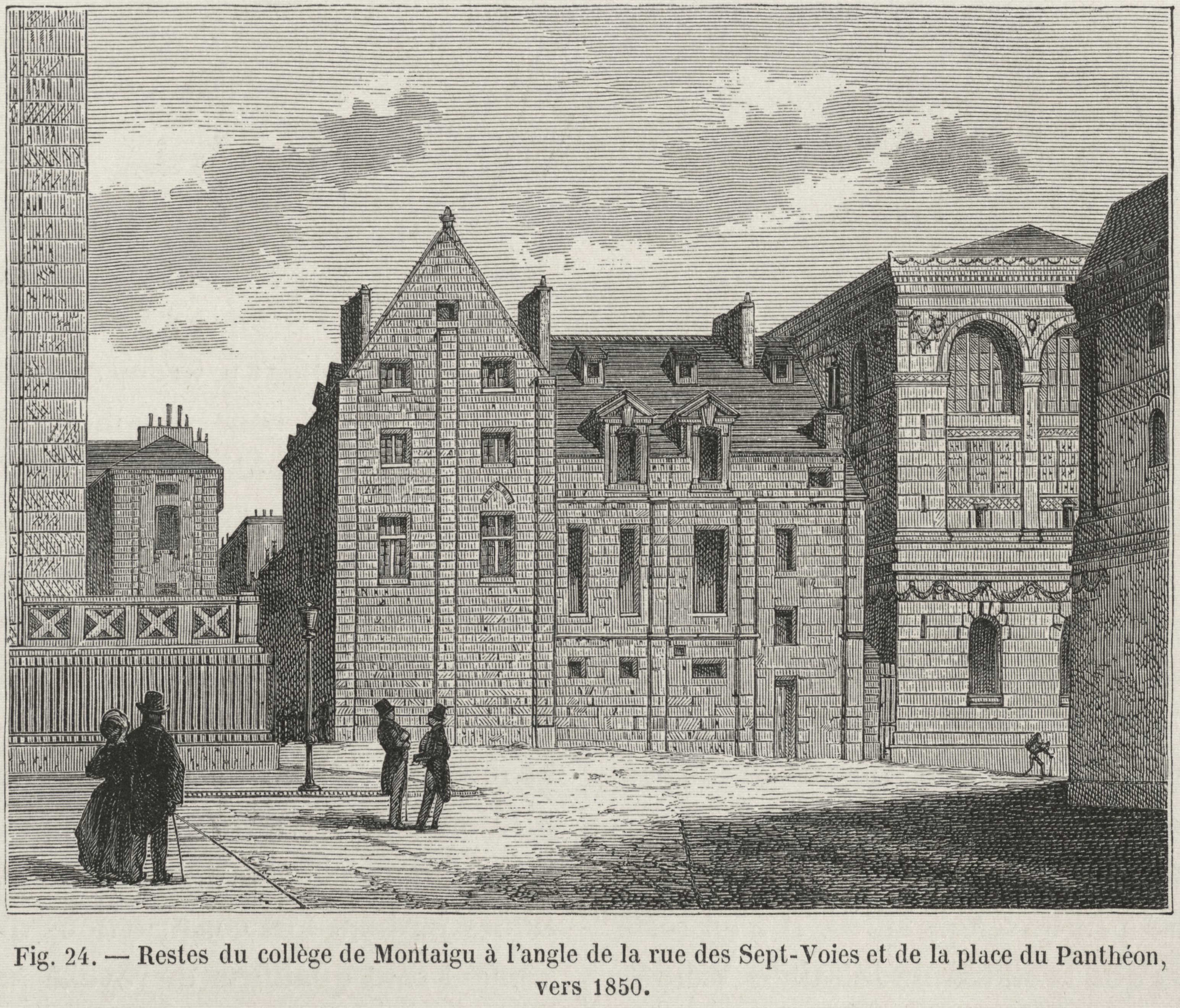
Restes del Col·legi de Montaigu a l'angle de la Rue Valette i la plaça del Panthéon, vers 1840

El Col·legi de Montaigu va ser un des col·legis constituents de la Faculté des Arts de la Universitat de París.

## Fundació
El Col·legi (originàriament, Collège des Aicels) va ser fundat el 1314 per Gilles I Aycelin de Montaigut, arquebisbe de Rouen, i va ser restaurat pel seu besnebot Pierre Aycelin de Montaigut. L'emplaçament des edificis estava a la Plaça del Panteó de París, amb l'entrada per l'actual carrer Valette, on actualment es troba la Biblioteca Sainte-Geneviève. El col·legi tenia grans privilegis: El Mestre serà escollit entre els alumnes pobres i per ells... L'escollit serà anomenat el ministre dels pobres. Els alumnes i els mestres no depenien per la confessió, ni del bisbe de París, ni tan sols del papa".

## Renovació
Quan el 1483, Jan Standonck és nomenat director, el col·legi estava arruïnat per manca de mitjans financers. Rabelais el qualifica de "collège de pouillerie" en el seu Gargantua. Ardent partidari de la reforma moral de l'Església, imposarà la pedagogia dels Germans de la Vida en Comú, una severa disciplina restablint l'ús dels càstigs corporals com el fuet i una pràctica religiosa assídua.
Organitza els estudiants en classes de diferents nivells, organitzats entorn de les Arts Liberals per acabar amb el Quadrivium com examen final.
El Col·legi esdevé un dels centres més cèlebres de la prereforma catòlica del segle xv.
Ignacio de Loyola, abans d'anar-se'n al Collège Sainte-Barbe, hi va seguir els anys 1528-1529, cursos de pedagogia, dels que en va fer servir idees importants per dissenyar els mètodes d'ensenyament dels jesuïtes.

## El final
En 1763, sobreviurà a la fusió dels col·legis petits. Però més tard, sofrirà la sort de nombroses institucions i esdevindrà fins a la seva destrucció final successivament presó militar, caserna d'infanteria i caixa de reclutament sempre conservant el seu malnom de «Maison des Haricots».
Els edificis van ser definitivament enderrocats el 1845.

## Alumnes i ensenyants cèlebres
- Didier de Birstorff
- Jean Molinet
- Erasme de Rotterdam
- Joan Calví
- Pierre Viret
- Louis Malet de Graville, alumne i després mecenes.
- l'explorador Villegagnon,
- Hector Boece
- John Knox
- Joseph Fourier, cèlebre matemàtic francès
- John Mair
- Élie Benoît
- Gaspar Lax
- Jean-François-René Mahérault
- Nicolas Petit: professeur poète humaniste et régent ès arts, auteur des Silvae (1522)